# Ireneusz Karasiński
Ireneusz Karasiński (ur. 1 listopada 1971) – polski lekkoatleta specjalizujący się w rzucie oszczepem.
Wicemistrz Polski z 1991 roku. Jego rekord życiowy wynosi 81,02 (27 września 1997, Białogard). Reprezentował barwy Górnika Polkowice.